# Santa Catalina (Tacoronte)

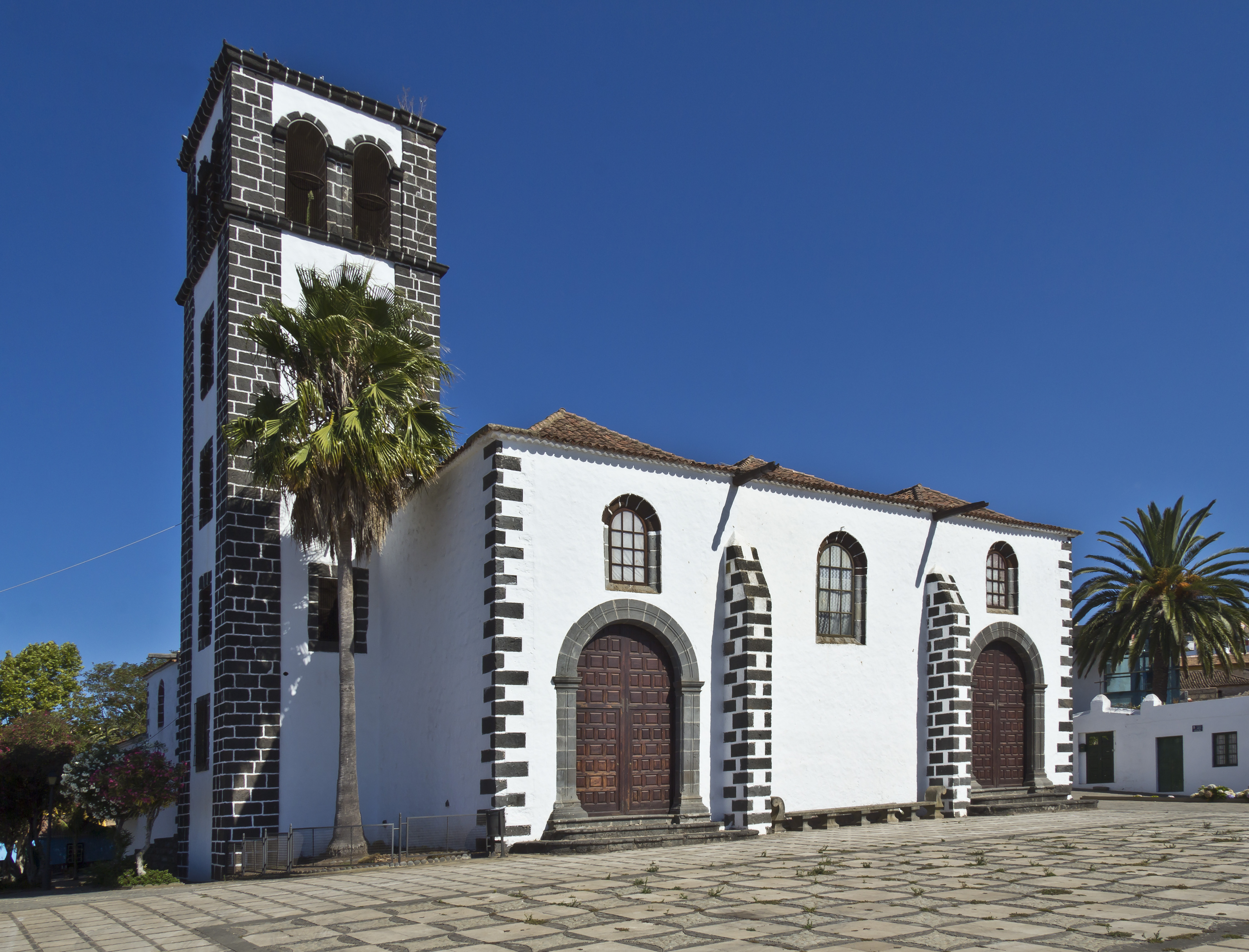
Westfassade

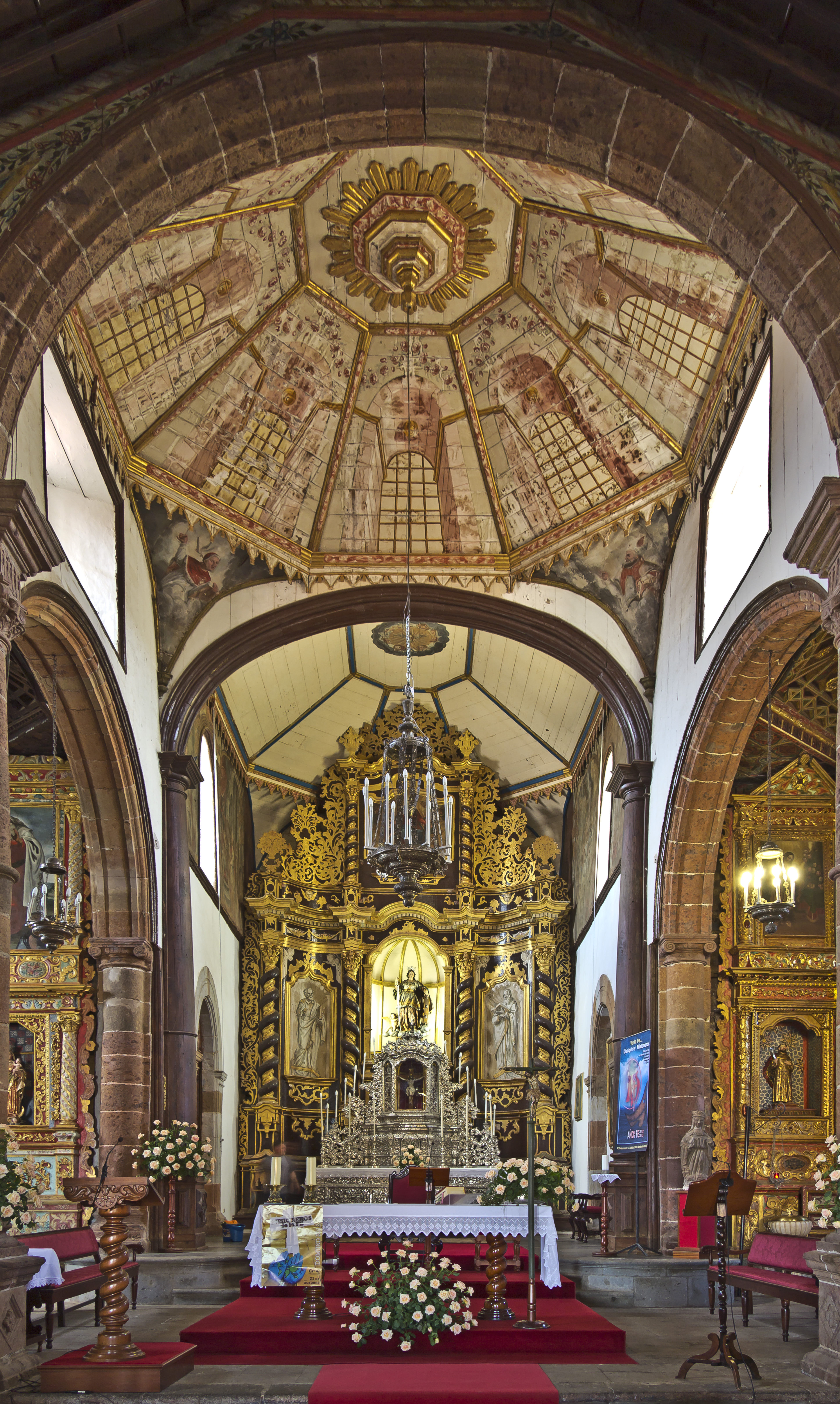
Vierung und Altarraum

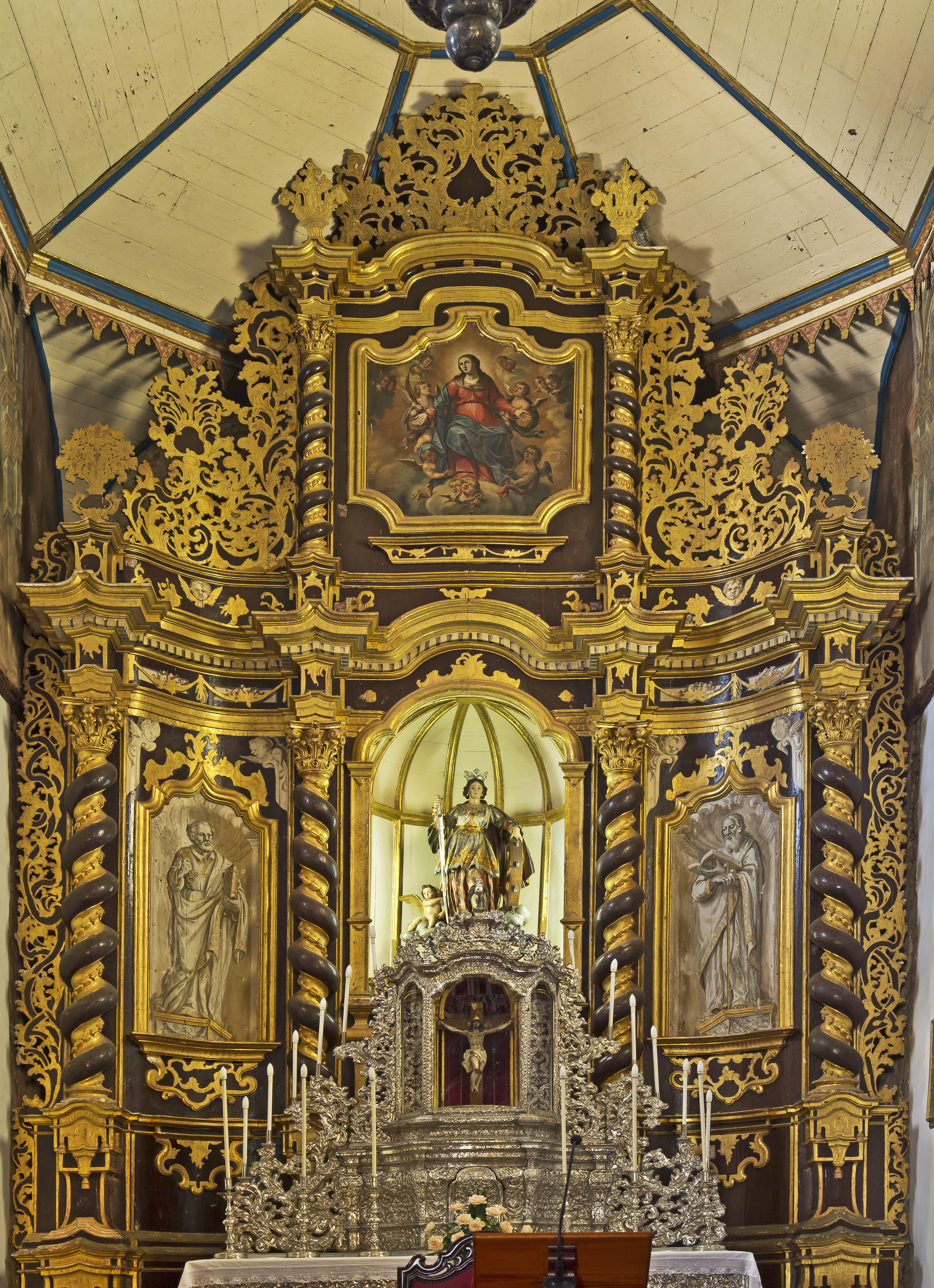
Hauptaltar

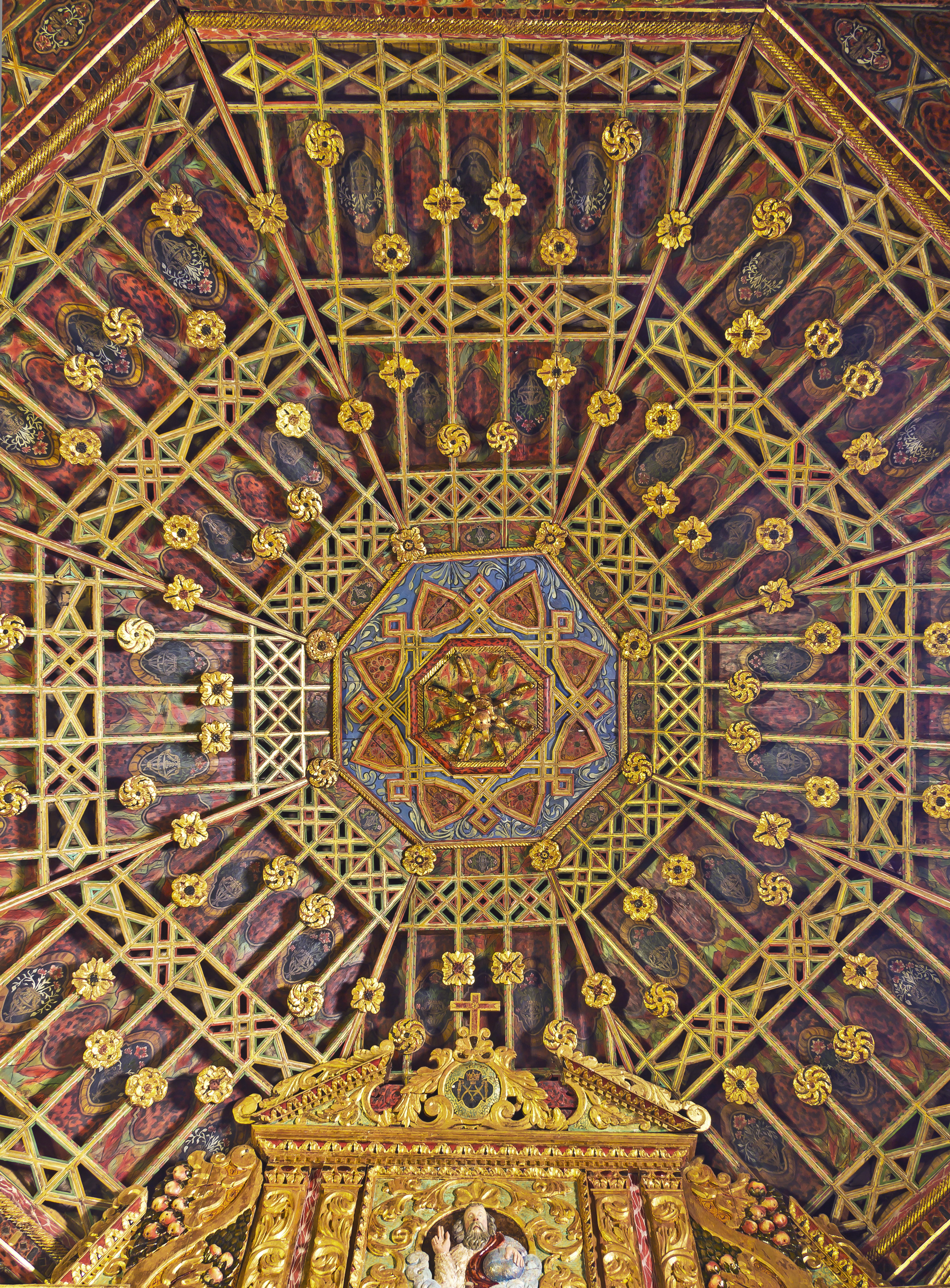
Decke der Rosenkranzkapelle

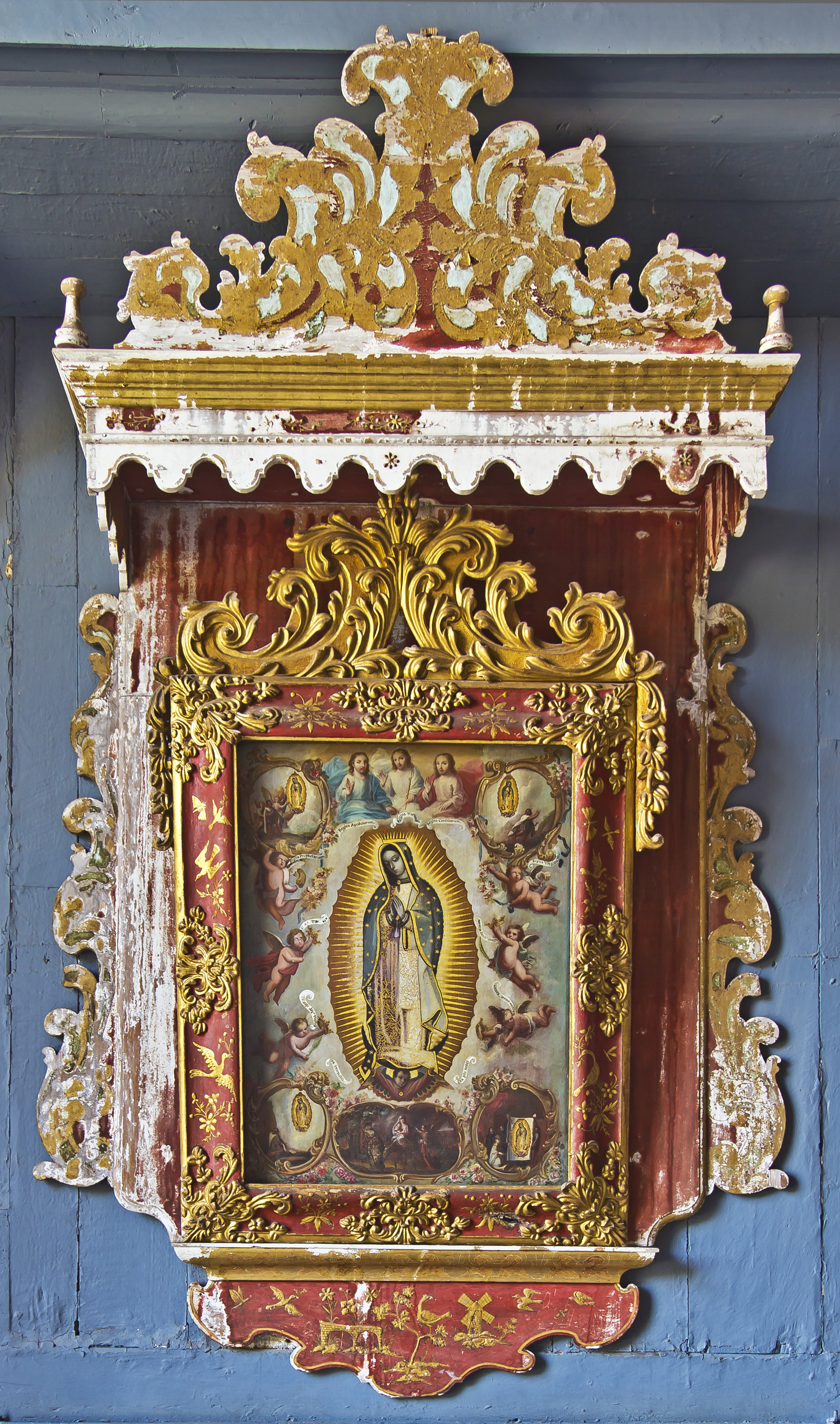
Retablo Unserer Frau von Guadalupe

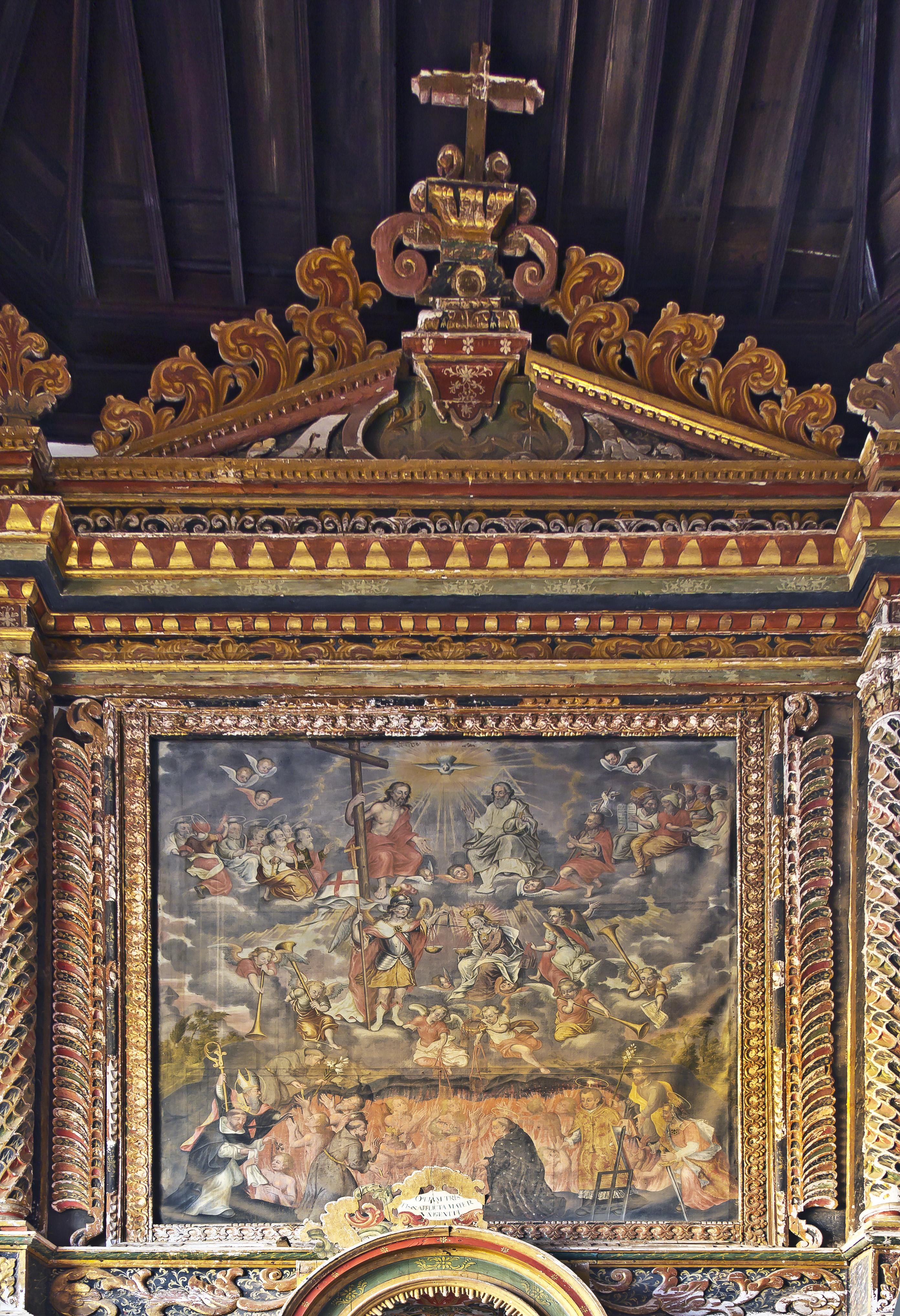
Die Seelen im Fegefeuer

Die Gemeindekirche Santa Catalina Mártir de Alejandría ist die Hauptkirche der Stadt Tacoronte in der Provinz Santa Cruz de Tenerife in der Comunidád Autónoma der Kanarischen Inseln in Spanien.

## Entstehungsgeschichte
Im Jahr 1508 ließ der Konquistador und Eigentümer eines großen Teils des Gebietes der heutigen Stadt Tacoronte eine Kapelle bauen, die der Heiligen Katharina von Alexandrien geweiht wurde. In der Kapelle befand sich die aus Stein gehauene Skulptur, die heute auf der Südseite der Vierung zu sehen ist. An diese Kapelle wurde in der Mitte des Jahrhunderts ein rechteckiges Kirchenschiff angebaut. Die Kapelle wurde im Jahr 1664 zu einer dreischiffigen Kirche erweitert. Im Jahr 1694 wurde das erste Stockwerk des Turms mit einer Taufkapelle errichtet. Der Turm wurde in seiner heutigen Form bis zum Ende des 18. Jahrhunderts fertiggestellt. Durch die Verlegung der Treppe in das nördliche Seitenschiff im Jahr 1780 konnte das untere Stockwerk des Turms uneingeschränkt als Taufkapelle genutzt werden. Im Jahr 1707 wurden die Seitenschiffe verändert und der Chorraum wurde an das Ende des Hauptschiffes verlegt. An Stelle eines Tores im Hauptschiff bekamen die Seitenschiffe Eingangstore. Die Vierung wurde durch eine portugiesisch beeinflusste Scheinarchitektur mit einer „Kuppel“ versehen.

## Hauptaltar
Der Hauptaltar wurde im Jahr 1774 durch die aus La Laguna stammenden Brüder José und Andrés Rodríguez geschaffen. Die Seitenteile zeigen den Heiligen Petrus und den Heiligen Paulus in Grisaillemalerei. Die Plastik der Heiligen Katharina stammt von dem in Gran Canaria geborenen Künstler José Miguel Luján Pérez. Den oberen Teil des Altars bildet das Gemälde einer Verkündigung aus dem 18. Jahrhundert.

## Rosenkranzkapelle
Die Rosenkranzkapelle befindet sich an der Stirnseite des südlichen Seitenschiffs. Sie ist etwas breiter als das Seitenschiff, sodass zusammen mit der Kapelle der Unbefleckten Empfängnis ein Querschiff entsteht.
Die Decke der Rosenkranzkapelle ist in acht Flächen aufgeteilt und mit konzentrischen Leisten geschmückt. Auf dem mehrfarbigen Grund erscheinen die goldenen Rosetten als eine Anspielung auf die Perlen des Rosenkranzes.
Der Altar wurde von Antonio Álvarez und Melchor de Sosa im Jahr 1681 geschaffen. Er enthält im Zentrum eine Plastik der Jungfrau aus dem Jahr 1614. Das Jesuskind wurde 1687 hinzugefügt. Die Plastiken des Heiligen Antonius von Padua und des Heiligen Franziskus stammen aus dem 18. Jahrhundert. Die Gemälde des Heiligen Josef von Nazaret und des Heiligen Johannes wurden 1686 in den Altar eingefügt.
An der Wand gegenüber dem Altar befinden sich vier Bilder von Engeln, die verschiedene Symbole zeigen: eine Lilie, Zepter und Krone, ein Herz, eine Krone aus Rosen.
An der Seitenwand sind weitere Bilder mit symbolischen Darstellungen zu sehen.

## Altar der Virgen del Carmen
Der Barockaltar der Virgen der Carmen, der sich heute im südlichen Seitenschiff befindet, war bis zur Mitte des 18. Jahrhunderts der Hauptaltar der Kirche. Die Darstellung der Jungfrau wurde im Jahr 1805 von José Miguel Luján Pérez geschaffen.

## Altar der Heiligen Jungfrau (Purísima)
Im oberen Teil des Altars der Purísima befindet sich ein Gemälde, das den Heiligen Bartholomäus darstellt. Die Marienstatue stammt aus dem Ende des 18. Jahrhunderts. An den Seiten sind Darstellungen der Heiligen Anna und des Heiligen Joachim zu sehen. Den unteren Teil des Retabels schmücken kleinere Darstellungen des Heiligen Augustin, des Heiligen Andreas, des Heiligen Bartholomäus und des Heiligen Dominikus.

## Altar des Heiligen Josef
Der Altar des Heiligen Josef wurde 1750 geschaffen. In ihm finden sich portugiesische Einflüsse, bei denen sich plastische und malerische Elemente verbinden, ohne wirklich zur Illusionsmalerei zu werden.
Im oberen Teil befindet sich auf einem Gemälde, das den Heiligen Johannes Nepomuk darstellt, eine Inschrift, die auf den Spender hinweist. Das Bild und der Altar wurden von dem nach Amerika ausgewanderten José Espinosa Betancourt finanziert. Von der Figur des Heiligen Josef mit dem Kind wird angenommen, dass sie in Amerika angefertigt wurde. Die Figur Unserer Frau des Trostes, die 1961 aus dem Santuario del Cristo de los Dolores hierher gebracht wurde, stammt aus dem 17. oder dem Beginn des 18. Jahrhunderts. Auch die Figur des Heiligen Franz Xaver, die Stilmerkmale des 18. Jahrhunderts zeigt, wurde 1961 aus dem Santuario del Cristo de los Dolores in die Kirche Santa Catalina gebracht.

## Retabel Unserer Frau von Guadelupe
Gegenüber dem Altar des Heiligen Josef, an der Wand zum Chor befindet sich ein Retabel Unserer Frau von Guadelupe. Das Werk wurde im 18. Jahrhundert in Mexico geschaffen.

## Chor und Kanzel
Im westlichen Teil des Hauptschiffs ist ein Chorraum abgetrennt. Dort befindet sich eine Orgel und das Chorgestühl im Kolonialstil des 18. Jahrhunderts. Über den Sitzen sind Tafeln mit Sinnsprüchen und Psalmen in lateinischer Sprache angebracht.
Im Jahr 1724 wurde im Hauptschiff eine Kanzel im Barockstil eingebaut.

## Kapelle der Seelen
Am westlichen Ende des nördlichen Seitenschiffs liegt die Kapelle der Seelen (Capilla de las Ánimas). Der Altar aus dem Jahr 1669 enthält in seinem oberen Teil das Gemälde Die Seelen im Fegefeuer (Ánimas del Purgatorio). Es wurde 1729 von dem in Candelaria (Teneriffa) geborenen Maler Domingo de Quintana geschaffen. Im unteren Teil befinden sich Plastiken des Heiligen Isidor, der Heiligen Barbara und der Heiligen Lucia.

## Taufkapelle
Im Jahr 1780 wurde die Treppe aus dem Untergeschoss des Turms in das Seitenschiff verlegt. Gleichzeitig wurde der Eingang zur Taufkapelle mit einem altarähnlichen Eingang aus imitiertem Marmor versehen. Die Decke der Taufkapelle war früher – ähnlich der Decke der Vierung – mit einer Scheinarchitektur versehen. Das Taufbecken stammt aus einer genuesischen Bildhauerwerkstatt. Es ist mit Engelsköpfen, Blättern und Früchten geschmückt. Es wurde von dem nach Kuba ausgewanderten, in Tacoronte geborenen Kaufmann Diego Antonio Marrero gestiftet.

## Christusaltar
Der 1708 geschaffene Christusaltar (Retablo del Cristo) wurde 1750 von Domingo de Quintana überarbeitet. Im Zentrum des Altars steht eine Figurengruppe mit dem gekreuzigten Jesus, Maria und Johannes. Die Figuren der Gruppe stammen aus unterschiedlichen Epochen. Der Altar enthält darüber hinaus verschiedene Gemälde.

## Altar des Heiligen Antonius
Im Zentrum des Altars des Heiligen Antonius (Retablo de San Antonio) steht eine moderne Herz-Jesu-Figur. An den Seiten befinden sich eine Darstellung der Flucht nach Ägypten (Huida a Egipto) und ein Bild des Heiligen Didakus (San Diego de Alcalá).

## Kapelle der Unbefleckten Empfängnis
Die Kapelle der Unbefleckten Empfängnis (Capilla de la Concepción) liegt am östlichen Ende des nördlichen Seitenschiffs. Sie ist etwas breiter als das Seitenschiff und bildet so einen Teil des Querschiffs. An der Holzdecke der Kapelle zeigen sich starke Einflüsse des Mudejarstils.
Der Altar erhielt seine heutige Form im Jahr 1776. Im Zentrum des oberen Teils steht eine Figur des Heiligen Lorenz (San Lorenzo), flankiert von Gemälden, die die Heilige Katharina und den Heiligen Philipp darstellen.
Im unteren Teil des Altars befinden sich Figuren der Heiligen Rita, des Heiligen Andreas und einer Jungfrau von Candelaria.